# Patrick Duffy

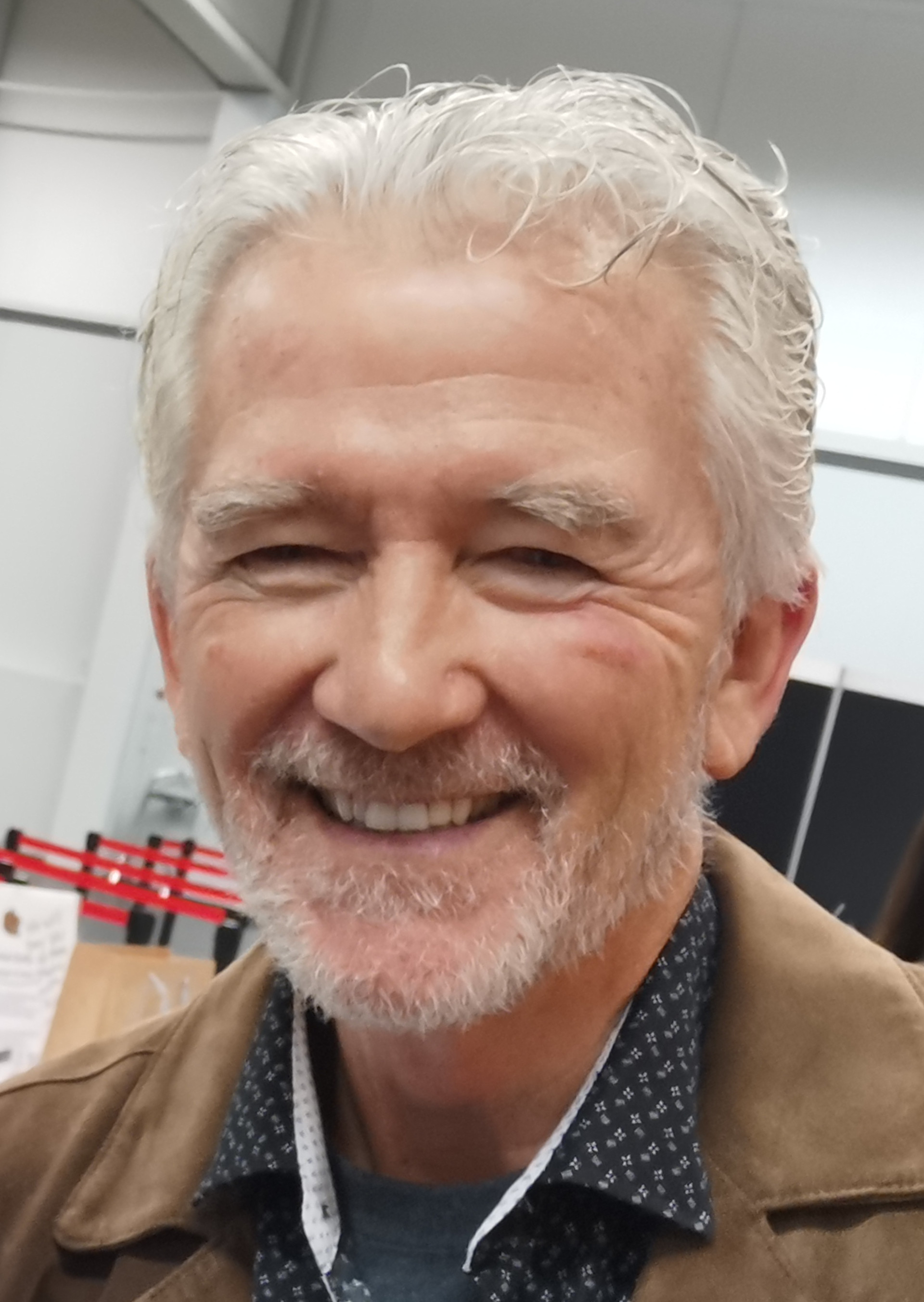
Patrick Duffy bei der German Comic Con (2022)

Patrick G. Duffy (* 17. März 1949 in Townsend, Montana) ist ein US-amerikanischer Fernsehschauspieler und Regisseur. Dem deutschsprachigen Publikum ist er vor allem durch die Rolle des Bobby Ewing in der US-Fernsehserie Dallas und als Der Mann aus Atlantis bekannt.

## Karriere
Die Darstellung des Mark Harris in der US-Fernsehserie Der Mann aus Atlantis war 1976 die erste große Rolle Duffys. Insgesamt wurden bis 1978 zwanzig Episoden  der Serie gedreht.
Den Durchbruch schaffte er 1978 in der Fernsehserie Dallas. Hier verkörperte er in der Rolle des Bobby Ewing den netten jüngeren Bruder von Bösewicht J. R. Ewing. Er spielte diese Figur mit einer einjährigen Unterbrechung bis zur Einstellung der Serie 1991. Lediglich in der Staffel von 1985/86 fehlte er. Damit er aus der Serie aussteigen konnte, ließen die Produzenten Bobby Ewing von seiner eifersüchtigen Schwägerin überfahren und sterben. Als nach seinem Ausscheiden die Einschaltquoten zurückgingen, wurde er in die Serie zurückgeholt und tauchte in der letzten Episode der neunten Staffel überraschend unter der Dusche seiner Frau Pamela auf. Sein Tod und alle folgenden Ereignisse in fast dreißig Folgen wurden als ein böser Albtraum Pamelas erklärt.
Auf der Welle seiner Popularität entstand für den deutschsprachigen Markt 1983 eine gemeinsame Single Duffys mit Mireille Mathieu. Together We’re Strong erreichte Platz 34 und hielt sich insgesamt 11 Wochen in den deutschen Singlecharts.
Nach dem Ende von Dallas spielte er an der Seite von Suzanne Somers das Familienoberhaupt der Familie Lambert in der in den USA sehr erfolgreichen Sitcom Eine starke Familie. Nach sieben Jahren wurde die Serie 1998 eingestellt. 1998 wirkte er im Kinofilm Rusty – Der tapfere Held mit Rue McClanahan und Hal Holbrook als Sprecher des Hundes Cap mit. In den Jahren 2006 bis 2011 war er in der US-Serie Reich und Schön als Vater von Brooke Logan zu sehen. Überdies ist Duffy in verschiedenen Fernsehrollen zu sehen oder zu hören, so beispielsweise in Family Guy, Justice League und Ein Hauch von Himmel. In der Fortsetzung der Dallas-Fernsehserie schlüpft er nach über zwanzig Jahren wieder in die Rolle des Bobby Ewing.
Synchronisiert wird Patrick Duffy von Hans-Jürgen Dittberner.

## Privates
Patrick Duffy war von 1974 bis zu ihrem Tod im Jahr 2017 mit Carlyn Rosser verheiratet und hat mit ihr zwei Söhne. Seit 2020 ist er mit der Schauspielerin Linda Purl liiert. Er ist praktizierender Buddhist.
Am 18. November 1986 wurden seine Eltern in ihrer eigenen Bar überfallen und von den jugendlichen Tätern ermordet. Diese wurden der Morde für schuldig befunden und zu langjährigen Gefängnisstrafen verurteilt. Seit Dezember 2007 ist einer der Täter auf Bewährung auf freiem Fuß.

## Filmografie (Auswahl)

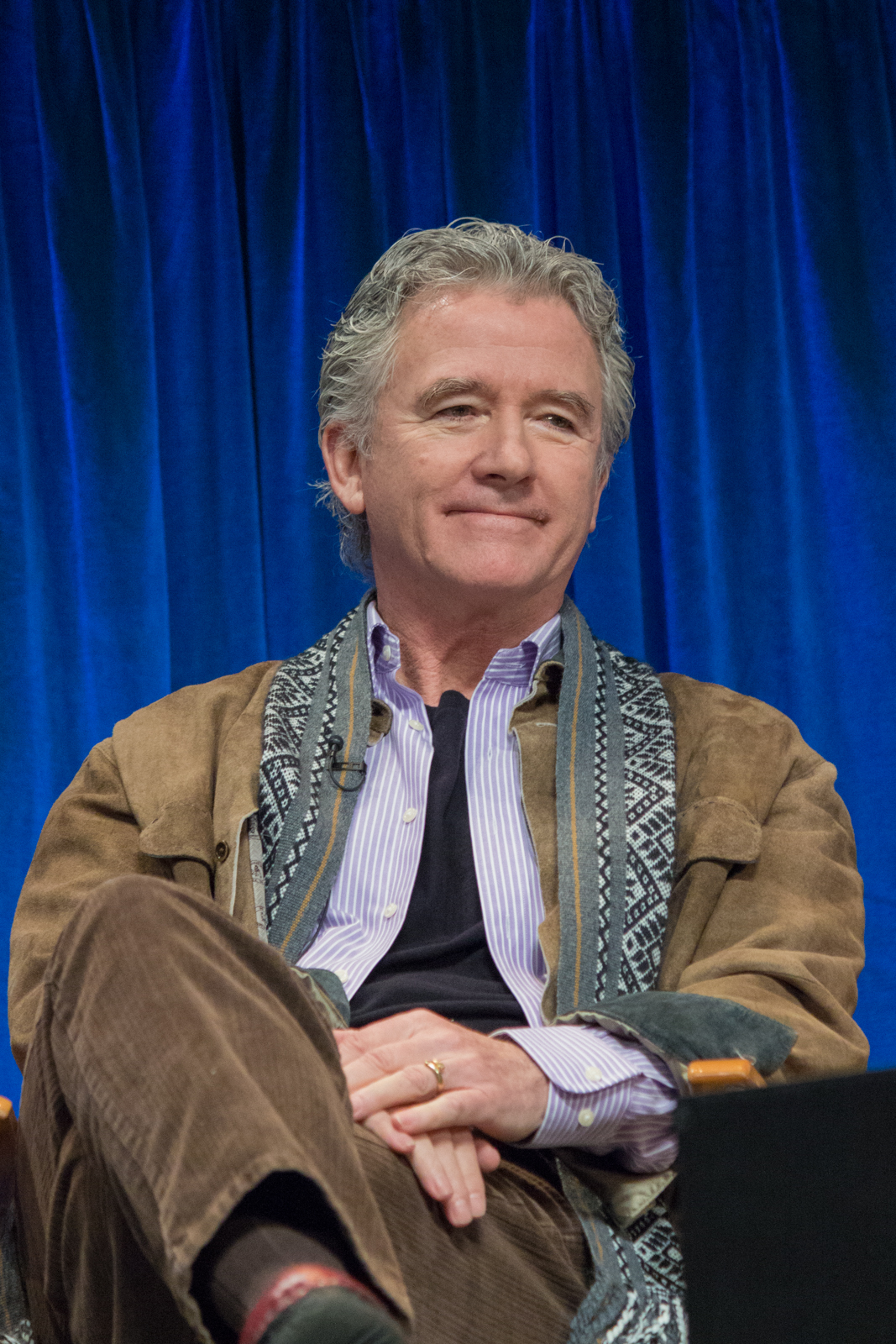
Patrick Duffy, 2013

### Schauspieler

#### Filme
- 1974: Zur Adoption freigegeben (The Stranger Who Looks Like Me, Fernsehfilm)
- 1980: Enola Gay – Bomber des Todes (Enola Gay: The Men, the Mission, the Atomic Bomb, Fernsehfilm)
- 1983: Spiel ums Leben (Vamping)
- 1985: Alice im Wunderland (Alice in Wonderland, Fernsehfilm)
- 1986: Strong Medicine – Tödliche Dosis (Strong Medicine, Fernsehfilm)
- 1988: Eine verhängnisvolle Erfindung (14 Going on 30, Fernsehfilm)
- 1988: Ein tödlicher Fehler (Unholy Matrimony, Fernsehfilm)
- 1988: Eine tödliche Affäre (Too Good to Be True, Fernsehfilm)
- 1990: Cash for Killing (Murder C.O.D., Fernsehfilm)
- 1990: Die Kinder der Braut (Children of the Bride, Fernsehfilm)
- 1991: Danielle Steels Vater (Daddy, Fernsehfilm)
- 1994: Texas (Fernsehfilm)
- 1996: Dallas – J. R. kehrt zurück (Dallas – J. R. Returns, Fernsehfilm)
- 1997: Gefangen im Feuer (Heart of Fire, Fernsehfilm)
- 1998: Rusty – Der tapfere Held (Rusty: A Dog’s Tale, Stimme des Hundes Cap)
- 1998: Dallas – Kampf bis aufs Messer (Dallas – War of the Ewings, Fernsehfilm)
- 1999: Du entkommst mir nicht (Don’t Look Behind You, Fernsehfilm)
- 2010: Du schon wieder (You Again)
- 2017: Weihnachten auf Rezept (The Christmas Cure, Fernsehfilm)
- 2018: Christmas with a View (Fernsehfilm)
- 2019: The Mistletoe Secret (Fernsehfilm)
- 2019: Random Acts of Christmas (Fernsehfilm)
- 2020: Once Upon a Main Street (Fernsehfilm)
- 2021: Lady of the Manor
- 2021: Doomsday Mom (Fernsehfilm)
- 2021: The Christmas Promise (Fernsehfilm)

#### Serien
- 1977–1978: Der Mann aus Atlantis (Man from Atlantis, 20 Folgen)
- 1978–1991: Dallas (327 Folgen)
- 1979–1982: Unter der Sonne Kaliforniens (Knots Landing, 3 Folgen)
- 1991–1998: Eine starke Familie (Step by Step, 160 Folgen)
- 1998: Diagnose: Mord (Diagnosis Murder, Folge 6x03)
- 2002: Die Liga der Gerechten (Justice League, Synchronisation von 3 Folgen)
- 2003: Ein Hauch von Himmel (Touched by an Angel, 2 Folgen)
- 2006–2011, 2022–2023: Reich und Schön (The Bold and the Beautiful, 155 Folgen)
- 2012–2014: Dallas (40 Folgen)
- 2014–2015: Welcome to Sweden (4 Folgen)
- 2015: The Fosters (Folge 2x21)
- 2019: Seattle Firefighters – Die jungen Helden (Station 19, Folge 2x17)
- 2020: Navy CIS (NCIS, Folge 17x12)
- 2024: The Family Business (5 Folgen)

### Regisseur
- 1981–1991: Dallas (29 Folgen)
- 1992–1998: Eine starke Familie (Step by Step, 49 Folgen)
- 2014: Dallas (Folge 3x11)
- 2016–2017: Major Crimes (4 Folgen)